# Tariq Kazi
Tariq Raihan Kazi (in bengalese: তারিক রায়হান কাজী; Tampere, 6 ottobre 2000) è un calciatore finlandese naturalizzato bangladese, difensore del Bashundhara Kings e della nazionale bangladese.

## Biografia
È nato a Tampere da madre finlandese e padre bangladese.

## Carriera

### Club
Cresciuto nel settore giovanile dell'Ilves, ha esordito in prima squadra il 12 giugno 2018 disputando l'incontro di Veikkausliiga perso 3-1 contro il KuPS. Nel 2020, dopo complessive 15 presenze nella massima serie finlandese, va a giocare in Bangladesh ai Bashundhara Kings, club della massima serie locale, con cui vince anche un campionato.

### Nazionale
Dopo aver rappresentato le nazionali giovanili finlandesi Under-17, Under-18 e Under-19, il 3 giugno 2021 ha esordito con la nazionale bangladese giocando l'incontro pareggiato 1-1 contro l'Afghanistan, valido per le qualificazioni al campionato mondiale di calcio 2022.

## Statistiche

### Presenze e reti nei club
Statistiche aggiornate al 6 ottobre 2021.
| Stagione                 | Squadra                  | Campionato               | Campionato | Campionato | Coppe nazionali | Coppe nazionali | Coppe nazionali | Coppe continentali | Coppe continentali | Coppe continentali | Altre coppe | Altre coppe | Altre coppe | Totale | Totale |
| Stagione                 | Squadra                  | Comp                     | Pres       | Reti       | Comp            | Pres            | Reti            | Comp               | Pres               | Reti               | Comp        | Pres        | Reti        | Pres   | Reti   |
| ------------------------ | ------------------------ | ------------------------ | ---------- | ---------- | --------------- | --------------- | --------------- | ------------------ | ------------------ | ------------------ | ----------- | ----------- | ----------- | ------ | ------ |
| 2017                     | Ilves                    | VL                       | 0          | 0          | CF              | 0               | 0               |                    | -                  | -                  |             | -           | -           | 0      | 0      |
| 2018                     | Ilves                    | VL                       | 12         | 0          | CF              | 1               | 0               | UEL                | 1                  | 0                  |             | -           | -           | 14     | 0      |
| Totale Ilves             | Totale Ilves             | Totale Ilves             | 12         | 0          |                 | 1               | 0               |                    | 1                  | 0                  |             | -           | -           | 14     | 0      |
| 2018                     | HJS Akatemia             | Ka                       | 8          | 0          |                 | -               | -               |                    | -                  | -                  |             | -           | -           | 8      | 0      |
| 2019                     | Ilves                    | VL                       | 3          | 0          | CF              | 5               | 0               |                    | -                  | -                  |             | -           | -           | 8      | 0      |
| 2019                     | Ilves/2                  | Ka                       | 12         | 0          |                 | -               | -               |                    | -                  | -                  |             | -           | -           | 12     | 0      |
| 2020                     | Bashundhara Kings        | PL                       | 2          | 0          |                 | -               | -               | AFC Cup            | 0                  | 0                  |             | -           | -           | 2      | 0      |
| 2021                     | Bashundhara Kings        | PL                       | 16         | 0          |                 | -               | -               | AFC Cup            | 3                  | 0                  |             | -           | -           | 19     | 0      |
| Totale Bashundhara Kings | Totale Bashundhara Kings | Totale Bashundhara Kings | 18         | 0          |                 | -               | -               |                    | 3                  | 0                  |             | -           | -           | 21     | 0      |
| Totale carriera          | Totale carriera          | Totale carriera          | 53         | 0          |                 | 6               | 0               |                    | 4                  | 0                  |             | -           | -           | 63     | 0      |

### Cronologia presenze e reti in nazionale
| Cronologia completa delle presenze e delle reti in nazionale ― Bangladesh | Cronologia completa delle presenze e delle reti in nazionale ― Bangladesh | Cronologia completa delle presenze e delle reti in nazionale ― Bangladesh | Cronologia completa delle presenze e delle reti in nazionale ― Bangladesh | Cronologia completa delle presenze e delle reti in nazionale ― Bangladesh | Cronologia completa delle presenze e delle reti in nazionale ― Bangladesh | Cronologia completa delle presenze e delle reti in nazionale ― Bangladesh | Cronologia completa delle presenze e delle reti in nazionale ― Bangladesh |
| Data                                                                      | Città                                                                     | In casa                                                                   | Risultato                                                                 | Ospiti                                                                    | Competizione                                                              | Reti                                                                      | Note                                                                      |
| ------------------------------------------------------------------------- | ------------------------------------------------------------------------- | ------------------------------------------------------------------------- | ------------------------------------------------------------------------- | ------------------------------------------------------------------------- | ------------------------------------------------------------------------- | ------------------------------------------------------------------------- | ------------------------------------------------------------------------- |
| 3-6-2021                                                                  | Doha                                                                      | Bangladesh                                                                | 1 – 1                                                                     | Afghanistan                                                               | Qual. Mondiali 2022                                                       | -                                                                         | 37’                                                                       |
| 7-6-2021                                                                  | Doha                                                                      | Bangladesh                                                                | 0 – 2                                                                     | India                                                                     | Qual. Mondiali 2022                                                       | -                                                                         |                                                                           |
| 15-6-2021                                                                 | Doha                                                                      | Bangladesh                                                                | 0 – 3                                                                     | Oman                                                                      | Qual. Mondiali 2022                                                       | -                                                                         |                                                                           |
| 5-9-2021                                                                  | Biškek                                                                    | Palestina                                                                 | 2 – 0                                                                     | Bangladesh                                                                | Amichevole                                                                | -                                                                         | 70’                                                                       |
| 7-9-2021                                                                  | Biškek                                                                    | Kirghizistan                                                              | 4 – 1                                                                     | Bangladesh                                                                | Amichevole                                                                | -                                                                         | 86’                                                                       |
| 1-10-2021                                                                 | Malé                                                                      | Sri Lanka                                                                 | 0 – 1                                                                     | Bangladesh                                                                | SAFF Championship 2021 - 1º turno                                         | -                                                                         |                                                                           |
| 22-9-2022                                                                 | Phnom Penh                                                                | Cambogia                                                                  | 0 – 1                                                                     | Bangladesh                                                                | Amichevole                                                                | -                                                                         | 96’                                                                       |
| 16-11-2023                                                                | Melbourne                                                                 | Australia                                                                 | 7 – 0                                                                     | Bangladesh                                                                | Qual. Mondiali 2026                                                       | -                                                                         |                                                                           |
| Totale                                                                    |                                                                           | Presenze                                                                  | 8                                                                         |                                                                           | Reti                                                                      | 0                                                                         |                                                                           |

## Palmarès

### Club

#### Competizioni nazionali
- Coppa di Finlandia: 1

Ilves: 2019
- Coppa del Bangladesh: 1

Bashundhara Kings: 2020-2021
- Campionato bengalese: 1

Bashundhara Kings: 2021